# Drones World Tour
Drones World Tour fue una gira mundial de la banda de rock británico Muse en apoyo de su séptimo álbum Drones (2015), la gira visitó arenas y festivales durante todo el año 2015 y es la décima gira de conciertos que la banda ha realizado. Comenzó el 23 de mayo de 2015, en Norwich, Inglaterra en el Big Weekend de BBC Radio 1.

## Antecedentes
Matt Bellamy confirmó que Muse estaría de gira por América del Norte en 2015, y en Europa en 2016. La banda ha dicho que estará de gira en arenas y festivales. La disposición del escenario es una configuración "in-the-round", con un escenario circular en el centro, similar a U2 360° Tour de U2, con pasarelas en cada extremo del escenario. Bellamy también ha dicho que estarán volando aviones no tripulados sobre el público durante los espectáculos. Esta puesta en marcha en primer lugar se utilizará el 17 de noviembre en México durante su gira en América del Norte. 

## Festivales europeos
Muse se presentó en varios festivales por Europa en la primera etapa de la gira, que comenzó el 23 de mayo esta también incluyó su debut en el Download Festival, el cual encabezaron.

## Actos de apertura
- Royal Blood (Colonia, Alemania)
- The Ruse (Asia, excepto China)
- Utopians (Argentina y Brasil)
- Telebit (Colombia)
- The New Regime (México, Dinamarca, Suecia, Noruega y Finlandia)
- Phantogram (Estados Unidos, Francia y Reino Unido)
- X Ambassadors (Estados Unidos, Canadá y Francia)
- Nothing but Thieves (Francia, Colonia, Reino Unido, Irlanda y Bruselas, Bélgica)
- The Van Jets (Bruselas)
- De Staat (Múnich, Alemania; Portugal, España, Austria, Suiza e Italia)
- My Vitriol (Londres, Reino Unido; Letonia, Lituania y Rusia)
- Jack Garratt (Berlín y Hamburg, Alemania; República Checa y Dinamarca)

## Lista de canciones
Ordenadas por álbum.
| Showbiz - "Muscle Museum" - "Uno" Random 1-8 - "Agitated" Origin of Symmetry - "New Born - "Bliss" - "Plug in Baby" - "Citizen Erased" - "Micro Cuts" - "Feeling Good" Dead Star/In Your World - "Dead Star" Absolution - "Apocalypse Please" - "Time Is Running Out" - "Stockholm Syndrome" - "Hysteria" - "Fury" | Time is Running Out - "The Groove" Black Holes and Revelations - "Starlight" - "Supermassive Black Hole" - "Map of the Problematique" - "Assassin" - "Knights of Cydonia" The Resistance - "Uprising" - "Resistance" - "Undisclosed Desires" - "United States of Eurasia" | The 2nd Law - "Supremacy" - "Madness" - "Prelude" - "Animals" - "The 2nd Law: Unsustainable" - "The 2nd Law: Isolated Syatem" Drones - "Dead Inside" - "Drill Sergeant" - "Psycho" - "Mercy" - "Reapers" - "The Handler" - "JFK" - "Defector" - "Revolt" - "The Globalist" - "Drones" |

## Fechas
| Día                      | Ciudad           | País             | Lugar                                | Tickets          | Ingreso          |
| Europa — Etapa I         | Europa — Etapa I | Europa — Etapa I | Europa — Etapa I                     | Europa — Etapa I | Europa — Etapa I |
| ------------------------ | ---------------- | ---------------- | ------------------------------------ | ---------------- | ---------------- |
| 23 de mayo de 2015       | Norwich          | Reino Unido      | Earlham Park                         | Festival         | Festival         |
| 29 de mayo de 2015       | Múnich           | Alemania         | Estadio Olímpico de Múnich           | Festival         | Festival         |
| 30 de mayo de 2015       | Gelsenkirchen    | Alemania         | Veltins-Arena                        | Festival         | Festival         |
| 5 de junio de 2015       | Viena            | Austria          | Donauinsel                           | Festival         | Festival         |
| 6 de junio de 2015       | Biel             | Suiza            | Festival                             | Festival         | Festival         |
| 12 de junio de 2015      | Landgraaf        | Países Bajos     | Burgemeester Damen Sportpark         | Festival         | Festival         |
| 13 de junio de 2015      | Derby            | Reino Unido      | Donington Park                       | Festival         | Festival         |
| 14 de junio de 2015      | Varsovia         | Polonia          | Estadio Nacional de Varsovia         | Festival         | Festival         |
| 19 de junio de 2015      | Moscú            | Rusia            | Otkrytie Arena                       | Festival         | Festival         |
| 21 de junio de 2015      | San Petersburgo  | Rusia            | Estadio Petrovski                    | Festival         | Festival         |
| 24 de junio de 2015      | Seinäjoki        | Finlandia        | Törnävä                              | Festival         | Festival         |
| 26 de junio de 2015      | Norrköping       | Suecia           | Bråvalla flygflottilj                | Festival         | Festival         |
| 28 de junio de 2015      | Werchter         | Bélgica          | Werchter Park                        | Festival         | Festival         |
| 30 de junio de 2015      | Colonia          | Alemania         | Gloria Theater                       | —                | —                |
| 2 de julio de 2015       | Roskilde         | Dinamarca        | Darupvej 19                          | Festival         | Festival         |
| 4 de julio de 2015       | Arrás            | Francia          | La Citadelle                         | Festival         | Festival         |
| 5 de julio de 2015       | Roeser           | Luxemburgo       | Herchesfeld                          | Festival         | Festival         |
| 9 de julio de 2015       | Lisboa           | Portugal         | Paseo marítimo de Algés              | Festival         | Festival         |
| 11 de julio de 2015      | Bilbao           | España           | Monte Cobetas                        | Festival         | Festival         |
| 13 de julio de 2015      | Aix-les-Bains    | Francia          | Esplanade du Lac                     | Festival         | Festival         |
| 16 de julio de 2015      | Carhaix-Plouguer | Francia          | Vieilles Charrues                    | Festival         | Festival         |
| 18 de julio de 2015      | Roma             | Italia           | Capannelle Racecourse                | Festival         | Festival         |
| Asia — Etapa II          |                  |                  |                                      |                  |                  |
| 25 de julio de 2015      | Naeba            | Japón            | Naeba Ski Resort                     | Festival         | Festival         |
| Europa — Etapa III       |                  |                  |                                      |                  |                  |
| 11 de septiembre de 2015 | Londres          | Reino Unido      | Electric Ballroom                    | —                | —                |
| 13 de septiembre de 2015 | Berlín           | Alemania         | Tempelhof Airport                    | Festival         | Festival         |
| 11 de septiembre de 2015 | Bruselas         | Bélgica          | Ancienne Belgique                    | —                | —                |
| Asia — Etapa IV          |                  |                  |                                      |                  |                  |
| 19 de septiembre de 2015 | Pekín            | China            | MasterCard Center                    | 7,573 / 7,573    | $753,180         |
| 21 de septiembre de 2015 | Shanghái         | China            | Mercedes-Benz Arena                  | 10,122 / 10,122  | $1,058,479       |
| 23 de septiembre de 2015 | Bangkok          | Tailandia        | Impact Arena                         | 6,711 / 7,902    | $623,301         |
| 26 de septiembre de 2015 | Singapur         | Singapur         | Estadio Cubierto de Singapur         | 9,558 / 9,558    | $1,094,708       |
| 28 de septiembre de 2015 | Hong Kong        | Hong Kong        | AsiaWorld–Expo                       | 9,066 / 9,066    | $894,088         |
| 30 de septiembre de 2015 | Seúl             | Corea del Sur    | Arena de Gimnasia Olímpica           | 10,595 / 10,837  | $974,494         |
| Sudamérica — Etapa V     |                  |                  |                                      |                  |                  |
| 15 de octubre de 2015    | Santiago         | Chile            | Movistar Arena                       | —                | —                |
| 17 de octubre de 2015    | Buenos Aires     | Argentina        | Complejo Al Río                      | —                | —                |
| 19 de octubre de 2015    | Córdoba          | Argentina        | Orfeo Superdomo                      | —                | —                |
| 22 de octubre de 2015    | Río de Janeiro   | Brasil           | HSBC Arena                           | —                | —                |
| 24 de octubre de 2015    | São Paulo        | Brasil           | Allianz Parque                       | —                | —                |
| 27 de octubre de 2015    | Bogotá           | Colombia         | Parque Deportivo de Bogotá           | —                | —                |
| 29 de octubre de 2015    | Medellín         | Colombia         | Plaza de Toros La Macarena           | —                | —                |
| Norteamérica — Etapa VI  |                  |                  |                                      |                  |                  |
| 17 de noviembre de 2015  | México D. F.     | México           | Palacio de los Deportes              | —                | —                |
| 18 de noviembre de 2015  | México D. F.     | México           | Palacio de los Deportes              | —                | —                |
| 20 de noviembre de 2015  | México D. F.     | México           | Palacio de los Deportes              | —                | —                |
| 21 de noviembre de 2015  | México D. F.     | México           | Autódromo Hermanos Rodríguez         | Festival         | Festival         |
| 1 de diciembre de 2015   | Houston          | Estados Unidos   | Toyota Center                        | 7,482 / 11,224   | $551,820         |
| 2 de diciembre de 2015   | Dallas           | Estados Unidos   | American Airlines Center             | 9,924 /11,163    | $643,334         |
| 5 de diciembre de 2015   | Phoenix          | Estados Unidos   | Glendale Arena                       | 6,714 / 11,225   | $415 490         |
| 10 de diciembre de 2015  | Vancouver        | Canadá           | Rogers Arena                         | —                | —                |
| 12 de diciembre de 2015  | Seattle          | Estados Unidos   | KeyArena                             | —                | —                |
| 13 de diciembre de 2015  | Portland         | Estados Unidos   | Moda Center                          | —                | —                |
| 15 de diciembre de 2015  | Oakland          | Estados Unidos   | Oracle Arena                         | —                | —                |
| 18 de diciembre de 2015  | Los Ángeles      | Estados Unidos   | Staples Center                       | —                | —                |
| 19 de diciembre de 2015  | Los Ángeles      | Estados Unidos   | Staples Center                       | —                | —                |
| 7 de enero de 2016       | San Diego        | Estados Unidos   | San Diego Sports Arena               | —                | —                |
| 9 de enero de 2016       | Las Vegas        | Estados Unidos   | Mandalay Bay Events Center           | —                | —                |
| 13 de enero de 2016      | Chicago          | Estados Unidos   | United Center                        | 13,439 / 13,439  | $819,321         |
| 14 de enero de 2016      | Detroit          | Estados Unidos   | Joe Louis Arena                      | 8,748 / 13,109   | $518,330         |
| 16 de enero de 2016      | Toronto          | Canadá           | Air Canada Centre                    | —                | —                |
| 18 de enero de 2016      | Quebec           | Canadá           | Videotron Centre                     | 27,279 / 29,250  | $1,468,520       |
| 20 de enero de 2016      | Montreal         | Canadá           | Centre Bell                          | 28,475 / 29,660  | $1,315,450       |
| 21 de enero de 2016      | Montreal         | Canadá           | Centre Bell                          | 28,475 / 29,660  | $1,315,450       |
| 23 de enero de 2016      | Quebec           | Canadá           | Videotron Centre                     | [ n. 27 ]        | [ n. 28 ]        |
| 25 de enero de 2016      | Boston           | Estados Unidos   | TD Garden                            | 11,111 / 16,372  | $740,815         |
| 27 de enero de 2016      | Brooklyn         | Estados Unidos   | Barclays Center                      | 14,916 / 14,916  | $874,783         |
| 29 de enero de 2016      | Newark           | Estados Unidos   | Prudential Center                    | —                | —                |
| 31 de enero de 2016      | Filadelfia       | Estados Unidos   | Wells Fargo Center                   | 13,103 / 13,563  | $586,933         |
| 1 de febrero de 2016     | Washington D. C. | Estados Unidos   | Verizon Center                       | 10,865 / 17,144  | $801,188         |
| Europa — Etapa VII       |                  |                  |                                      |                  |                  |
| 26 de febrero de 2016    | París            | Francia          | AccorHotels Arena                    | —                | —                |
| 27 de febrero de 2016    | París            | Francia          | AccorHotels Arena                    | —                | —                |
| 29 de febrero de 2016    | París            | Francia          | AccorHotels Arena                    | —                | —                |
| 1 de marzo de 2016       | París            | Francia          | AccorHotels Arena                    | —                | —                |
| 3 de marzo de 2016       | París            | Francia          | AccorHotels Arena                    | —                | —                |
| 4 de marzo de 2016       | París            | Francia          | AccorHotels Arena                    | —                | —                |
| 6 de marzo de 2016       | Colonia          | Alemania         | Lanxess Arena                        | —                | —                |
| 7 de marzo de 2016       | Ámsterdam        | Países Bajos     | Ziggo Dome                           | —                | —                |
| 9 de marzo de 2016       | Ámsterdam        | Países Bajos     | Ziggo Dome                           | —                | —                |
| 10 de marzo de 2016      | Ámsterdam        | Países Bajos     | Ziggo Dome                           | —                | —                |
| 12 de marzo de 2016      | Bruselas         | Bélgica          | Palais 12                            | —                | —                |
| 13 de marzo de 2016      | Bruselas         | Bélgica          | Palais 12                            | —                | —                |
| 15 de marzo de 2016      | Bruselas         | Bélgica          | Palais 12                            | —                | —                |
| 16 de marzo de 2016      | Bruselas         | Bélgica          | Palais 12                            | —                | —                |
| 31 de marzo de 2016      | Múnich           | Alemania         | Olympiahalle                         | —                | —                |
| 2 de abril de 2016       | Birmingham       | Reino Unido      | Barclaycard Arena                    | —                | —                |
| 3 de abril de 2016       | Londres          | Reino Unido      | The O2 Arena                         | 92,167 / 92,167  | $8,119,590       |
| 5 de abril de 2016       | Dublín           | Irlanda          | 3Arena                               | —                | —                |
| 6 de abril de 2016       | Belfast          | Irlanda          | Odyssey Arena                        | —                | —                |
| 8 de abril de 2016       | Mánchester       | Reino Unido      | Manchester Evening News Arena        | —                | —                |
| 9 de abril de 2016       | Mánchester       | Reino Unido      | Manchester Evening News Arena        | —                | —                |
| 11 de abril de 2016      | Londres          | Reino Unido      | The O2 Arena                         | [ n. 31 ]        | [ n. 32 ]        |
| 12 de abril de 2016      | Londres          | Reino Unido      | The O2 Arena                         | [ n. 31 ]        | [ n. 32 ]        |
| 14 de abril de 2016      | Londres          | Reino Unido      | The O2 Arena                         | [ n. 31 ]        | [ n. 32 ]        |
| 15 de abril de 2016      | Londres          | Reino Unido      | The O2 Arena                         | [ n. 31 ]        | [ n. 32 ]        |
| 17 de abril de 2016      | Glasgow          | Reino Unido      | SEE Hydro                            | 22,069 / 22,760  | $2,000,800       |
| 18 de abril de 2016      | Glasgow          | Reino Unido      | SEE Hydro                            | 22,069 / 22,760  | $2,000,800       |
| 30 de abril de 2016      | Ischgl           | Austria          | Top of the Mountain                  | —                | —                |
| 2 de mayo de 2016        | Lisboa           | Portugal         | MEO Arena                            | —                | —                |
| 3 de mayo de 2016        | Lisboa           | Portugal         | MEO Arena                            | —                | —                |
| 5 de mayo de 2016        | Madrid           | España           | Barclaycard Center                   | —                | —                |
| 6 de mayo de 2016        | Madrid           | España           | Barclaycard Center                   | —                | —                |
| 9 de mayo de 2016        | Viena            | Austria          | Wiener Stadthalle                    | —                | —                |
| 11 de mayo de 2016       | Zúrich           | Suiza            | Hallenstadion                        | 26,000 / 26,000  | $2,869,240       |
| 12 de mayo de 2016       | Zúrich           | Suiza            | Hallenstadion                        | 26,000 / 26,000  | $2,869,240       |
| 14 de mayo de 2016       | Milán            | Italia           | Mediolanum Forum                     | —                | —                |
| 15 de mayo de 2016       | Milán            | Italia           | Mediolanum Forum                     | —                | —                |
| 17 de mayo de 2016       | Milán            | Italia           | Mediolanum Forum                     | —                | —                |
| 18 de mayo de 2016       | Milán            | Italia           | Mediolanum Forum                     | —                | —                |
| 20 de mayo de 2016       | Milán            | Italia           | Mediolanum Forum                     | —                | —                |
| 21 de mayo de 2016       | Milán            | Italia           | Mediolanum Forum                     | —                | —                |
| 3 de junio de 2016       | Berlín           | Alemania         | Mercedes-Benz Arena                  | —                | —                |
| 4 de junio de 2016       | Praga            | República Checa  | O2 Arena                             | —                | —                |
| 6 de junio de 2016       | Hamburg          | Alemania         | O2 World                             | 9,316 / 11,943   | $622,544         |
| 8 de junio de 2016       | Copenhague       | Dinamarca        | Royal Arena                          | —                | —                |
| 9 de junio de 2016       | Copenhague       | Dinamarca        | Royal Arena                          | —                | —                |
| 11 de junio de 2016      | Estocolmo        | Suecia           | Ericsson Globe                       | —                | —                |
| 12 de junio de 2016      | Oslo             | Noruega          | Telenor Arena                        | —                | —                |
| 14 de junio de 2016      | Helsinki         | Finlandia        | Hartwall Areena                      | —                | —                |
| 16 de junio de 2016      | Riga             | Letonia          | Arena Riga                           | —                | —                |
| 17 de junio de 2016      | Kaunas           | Lituania         | Žalgiris Arena                       | —                | —                |
| 21 de junio de 2016      | Moscú            | Rusia            | Estadio Olimpiski                    | —                | —                |
| Europa — Etapa VIII      |                  |                  |                                      |                  |                  |
| 24 de junio de 2016      | Pilton           | Reino Unido      | Glastonbury                          | Festival         | Festival         |
| 28 de junio de 2016      | París            | Francia          | Torre Eiffel                         | Festival         | Festival         |
| 30 de junio de 2016      | Marmande         | Francia          | Plaine de la Filhole                 | Festival         | Festival         |
| 2 de julio de 2016       | Montreux         | Suiza            | Montreux Musique & Convention Centre | Festival         | Festival         |
| 8 de julio de 2016       | Kiev             | Ucrania          | NSC Olimpiyskiy                      | Festival         | Festival         |
| 14 de julio de 2016      | Berna            | Suiza            | Gurten                               | Festival         | Festival         |
| 16 de julio de 2016      | Benicasim        | España           | Costa del Azahar                     | Festival         | Festival         |
| 18 de julio de 2016      | Nimes            | Francia          | Arena de Nimes                       | Festival         | Festival         |
| 19 de julio de 2016      | Nyon             | Suiza            | Lago Lemán                           | Festival         | Festival         |
| 23 de julio de 2016      | Atenas           | Grecia           | Plateia Nerou                        | Festival         | Festival         |
| 29 de julio de 2016      | Bucarest         | Rumania          | Piața Constituției                   | Festival         | Festival         |
| 6 de agosto de 2016      | Reikiavik        | Islandia         | Laugardalshöll                       | —                | —                |
| 13 de agosto de 2016     | Budapest         | Hungría          | Isla de Óbuda                        | Festival         | Festival         |
| 19 de agosto de 2016     | Biddinghuizen    | Países Bajos     | Lowlands                             | Festival         | Festival         |
| 20 de agosto de 2016     | Constanza        | Alemania         | Bodenseestadion                      | Festival         | Festival         |
| 21 de agosto de 2016     | Cracovia         | Polonia          | Museo Polaco de Aviación             | Festival         | Festival         |

## Fechas canceladas
| Día                 | Ciudad   | País    | Lugar               | Razón                                         |
| ------------------- | -------- | ------- | ------------------- | --------------------------------------------- |
| 26 de julio de 2016 | Estambul | Turquía | Istanbul Blue Night | Intento de golpe de Estado de Turquía de 2016 |